# A Beautiful Sunset
A Beautiful Sunset  est un one-shot de  la série de comics Buffy contre les vampires, saison huit.

## Résumé
Buffy commence à douter qu'elle ait bien fait de partager son pouvoir avec les autres tueuses en voyant Simone Doffler et d'autres Tueuses tuer des hommes avec des pistolets sur une bande vidéo. Alex lui propose de joindre les autres tueuses du groupe à la fête, mais Buffy préfère aller détruire un nid de vampires avec Satsu. En tuant les vampires, Buffy dit à Satsu qu'elle sait que c'est elle qui l'a embrassée lorsqu'elle était plongée dans le sommeil dans Un long retour au bercail : Partie 3 et donc qu'elle l'aime. Buffy l'avertit que toutes les personnes qui aiment Buffy finissent par partir. Twilight l'interrompt et se bat contre elle. Il lui fait remarquer que d'activer toutes les tueuses n'a pas été forcément une bonne chose. Il repart et annonce aux autres membres de l'organisation que le but n'est pas de tuer Buffy mais de s'attaquer à sa plus grande force, à savoir sa certitude de faire le bien. Buffy et Satsu se retrouvent à l'hôpital et Buffy la rassure qu'elles guériront. Buffy discute ensuite avec Alex, qui lui fait remarquer que ce qu'elle a fait était une bonne chose pour toutes les tueuses activées, qui maintenant sont fortes, ont un but et appartiennent à une grande communauté. Buffy se dit alors que si elle ne peut pas sentir la connexion entre les tueuses, c'est peut-être parce qu'elle est leur leader.

## Liens avec le féministe de Whedon

Symbole de l'égalité des sexes présent sur un badge porté par Satsu

Dans deux cases, il est très clairement montré que Satsu a un badge rose avec un symbole anti-sexiste, le même utilisé dans la campagne "Equality Now" pour laquelle Joss Whedon a posé.